# Světové dny mládeže

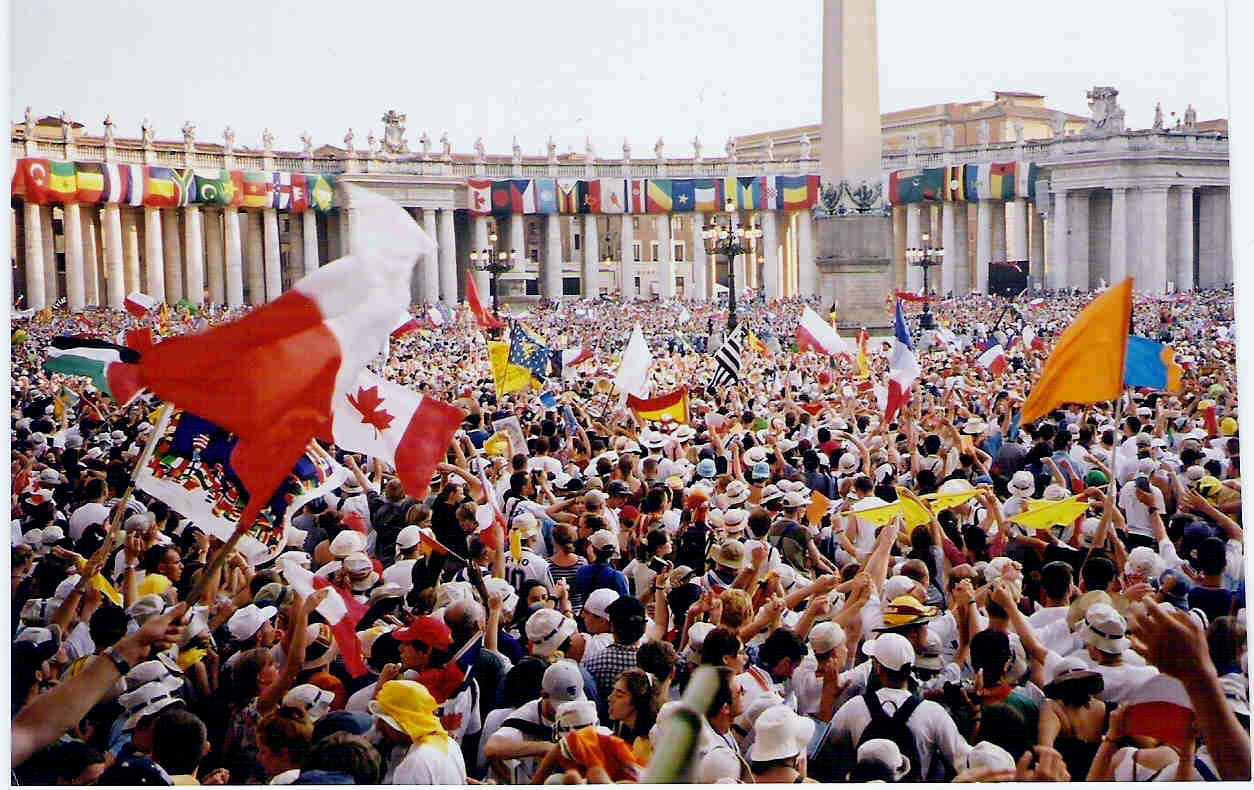
Světové dny mládeže 2000 v Římě

Světové dny mládeže (SDM, anglicky World Youth Days, WYD) je označení pro celosvětová setkání mládeže (16–30 let) pořádaná katolickou církví, přesněji papežskou Radou pro laiky (část Kurie) a hostitelskou zemí.
Setkání mají původ v iniciativě papeže Jana Pavla II. Jeho nástupci v této tradici pokračují. Konají se jednak v diecézích jednou do roka, na Květnou neděli (týden před Velikonocemi), a ve světovém měřítku každé 3 až 4 roky.
Každé Světové dny mládeže mají svoje logo, hymnu a motto z Bible, které vybírá papež.

## Vznik
Dne 22. října 1978 papež Jan Pavel II. mladým lidem řekl: „Vy jste naděje církve a světa. Vy jste moje naděje.“ Při svém prvním větším setkání s mladými, v listopadu 1978 v bazilice sv. Petra, dodal: „Řekněte každému, že papež klade důraz na mladé.“ Stejná slova často opakoval, zvlášť v průběhu Světových dní mládeže.
Při „Jubilejním roce mladých“ 1984 pozval mladé křesťany do Říma. Již během tohoto setkání mládeže začala v Janu Pavlu II. dozrávat myšlenka Světových dnů mládeže. Večer po skončení vigilie řekl členům přípravného výboru setkání: „Byla to dobrá myšlenka, je třeba pokračovat.“ A jak prohlásil, tak také udělal. Když byl rok 1985 v OSN vyhlášen Rokem mládeže, bylo rozhodnuto. Jan Pavel II. pozval mladé, aby se u příležitosti tohoto roku v Římě opět setkali. 

## Přehled ročníků

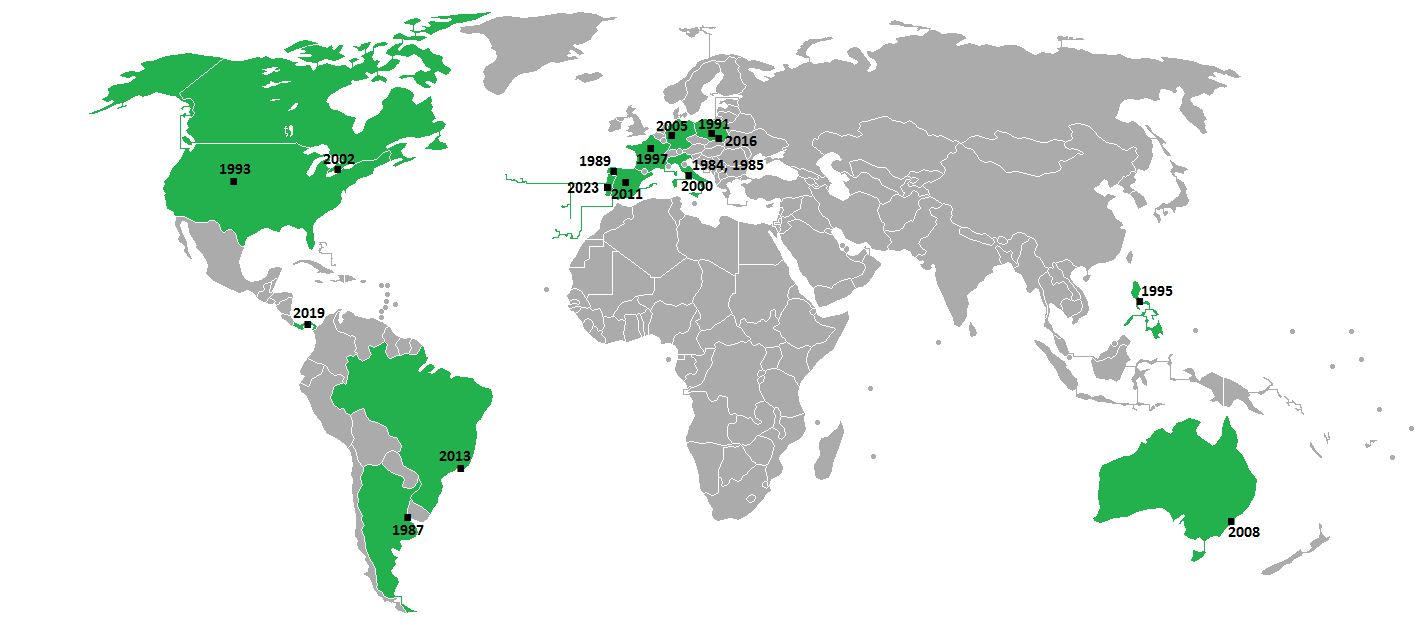
Mapa Světových dnů mládeže. Země, které hostily tyto akce, jsou vyznačeny zeleně.

Dosud proběhlo 18 mezinárodních dnů mládeže. SDM se slaví každý rok, ale v letech, kdy se nekoná mezinárodní setkání, probíhají oslavy na národní nebo diecézní úrovni (v jednotlivých diecézích s biskupy).
SDM se dosud konaly v 13 státech. První setkání označené jako Mezinárodní světový den mládeže proběhlo v Římě roku 1986. V Římě se setkání uskutečnilo čtyřikrát.
Papež Jan Pavel II. se Světových dní mládeže účastnil naposledy v roce 2002 v Torontu. Krátce po jeho smrti řekl nově zvolený papež Benedikt XVI. tehdejšímu pověřenci pro papežské zahraniční cesty, Mons. Renatu Boccardovi: „Teď musíme myslet na Kolín.“ Bylo to jasné rozhodnutí pokračovat v linii Světových dní mládeže, protože další dny se měly konat v roce 2005 právě v Kolíně nad Rýnem.
| Rok                      | Pořadí | Termín                       | Stát        | Město                  | Počet účastníků | Název hymny                                                   | Motto |
| ------------------------ | ------ | ---------------------------- | ----------- | ---------------------- | --------------- | ------------------------------------------------------------- | --- |
| Světové dny mládeže 1984 | I.     | 15. dubna 1984               | Itálie      | Řím                    | 0,3 milionu     | Resta Qui Con Noi (Zůstaň tu s námi)                          | Hosana synu Davidovu! Požehnaný, který přichází ve jménu Páně! Hosana na výsostech! (Mt 21,9), Svatý rok spásy                               |
| Světové dny mládeže 1985 | II.    | 31. března 1985              | Itálie      | Řím                    | 0,3 milionu     | -                                                             | Buďte stále připraveni obhájit se před každým, kdo se vás ptá po důvodech vaší naděje. (1 Petr 3,15), Rok mládeže                            |
| Světové dny mládeže 1986 | III.   | 23. března 1986              | Itálie      | Řím                    |                 | -                                                             | Požehnaný, který přichází ve jménu Páně. (Mt 21,9)                                                                                           |
| Světové dny mládeže 1987 | IV.    | 11. - 12. dubna 1987         | Argentina   | Buenos Aires           | 1 milion        | Un Nuevo Sol (Nové Slunce)                                    | My, kteří jsme uvěřili, poznali jsme lásku, jakou má Bůh k nám. (1 Jan 4,16)                                                                 |
| Světové dny mládeže 1989 | V.     | 15. - 20. srpna 1989         | Španělsko   | Santiago de Compostela | 0,5 milionu     | Somos Los Jóvenes (Jsme ti mladí)                             | Já jsem cesta, pravda i život. (Jan 14,6) |
| Světové dny mládeže 1991 | VI.    | 10. - 15. srpna 1991         | Polsko      | Čenstochová            | 1,2 milionu     | Abba, Ojcze (Abba, Otče)                                      | Nepřijali jste přece Ducha otroctví, abyste opět propadli strachu, nýbrž přijali jste Ducha synovství, v němž voláme: Abba, Otče! (Řím 8,15) |
| Světové dny mládeže 1993 | VII.   | 10. - 15. srpna 1993         | USA         | Denver                 | 0,6 milionu     | One body (Jsme jedno tělo)                                    | Já jsem přišel, aby měly život a měly ho v hojnosti. (Jan 10,10)                                                                             |
| Světové dny mládeže 1995 | VIII.  | 10. - 15. ledna 1995         | Filipíny    | Manila                 | 4 miliony       | Tell the World of His Love (Řekni světu o Jeho lásce)         | Jako mne poslal Otec, tak i já posílám vás. (Jan 20,21)                                                                                      |
| Světové dny mládeže 1997 | IX.    | 19. - 24. srpna 1997         | Francie     | Paříž                  | 1,1 milionu     | Maître et Seigneur (Mistr a Pán)                              | Mistře, kde bydlíš? Pojďte a uvidíte! (Jan 1,38-39)                                                                                          |
| Světové dny mládeže 2000 | X.     | 15. - 20. srpna 2000         | Itálie      | Řím                    | 2 miliony       | Emmanuel (Emanuel)                                            | A Slovo se stalo tělem a přebývalo mezi námi. (Jan 1,14)                                                                                     |
| Světové dny mládeže 2002 | XI.    | 23. - 28. července 2002      | Kanada      | Toronto                | 0,8 milionu     | Lumière du monde (Světlo světa)                               | Vy jste sůl země, vy jste světlo světa. (Mt 5,13-14)                                                                                         |
| Světové dny mládeže 2005 | XII.   | 16. - 21. srpna 2005         | Německo     | Kolín nad Rýnem        | 1,2 milionu     | Venimus adorare eum (Přišli jsme se mu poklonit)              | Viděli jsme na východě jeho hvězdu a přišli jsme se mu poklonit. (Mt 2,2)                                                                    |
| Světové dny mládeže 2008 | XIII.  | 15. - 20. července 2008      | Austrálie   | Sydney                 | 0,5 milionu     | Receive the Power (Přijměte moc)                              | Až na vás sestoupí Duch Svatý, dostanete moc a budete mými svědky. (Sk 1,8)                                                                  |
| Světové dny mládeže 2011 | XIV.   | 16. - 21. srpna 2011         | Španělsko   | Madrid                 | 2,5 milionu     | Firmes en la fe (Pevní ve víře)                               | V Kristu zapusťte kořeny, na něm postavte základy, pevně se držte víry. (srov. Kol 2,7)                                                      |
| Světové dny mládeže 2013 | XV.    | 23. - 28. července 2013      | Brazílie    | Rio de Janeiro         | 3,7 milionu     | Esperança do Amanhecer (Naděje na svítání)                    | Jděte tedy, získejte za učedníky všechny národy. (srov. Mt 28,19)                                                                            |
| Světové dny mládeže 2016 | XVI.   | 25. července – 1. srpna 2016 | Polsko      | Krakov                 | 2,5 milionu     | Błogosławieni miłosierni (Blahoslavení milosrdní)             | Blahoslavení milosrdní, neboť oni dojdou milosrdenství (srov. Mt 5,7)                                                                        |
| Světové dny mládeže 2019 | XVII.  | 22. - 27. ledna 2019         | Panama      | Ciudad de Panamá       | 0,7 milionu     | Hágase en mí, según tu palabra (Staň se mi podle tvého slova) | Hle, jsem služebnice Páně; staň se mi podle tvého slova. (srov. Lk 1,38)                                                                     |
| Světové dny mládeže 2023 | XVIII. | 1. - 6. srpna 2023           | Portugalsko | Lisabon                | 1,5 milionu     | Há Pressa no Ar (Důvěřuj)                                     | V těch dnech se Maria vydala na cestu a spěchala do hor do města Judova. (srov. Lk 1,39)                                                     |
| Světové dny mládeže 2027 | XIX.   | 2027                         | Jižní Korea | Soul                   |                 |                                                               | Buďte odvážní, já jsem přemohl svět! (Jan 16,33)                                                                                             |

## Světové dny mládeže v České republice
Česká biskupská konference požádala v srpnu 2017 vládu (po úspěšném CSM v Olomouci), aby podpořila její žádost o pořádání Světových dnů mládeže v roce 2022. Předpokládá se, že Světových dnů mládeže v ČR by se zúčastnilo více než 300 tisíc mladých lidí z celého světa a závěrečného víkendu přes milion osob.  
Podle informace, kterou zveřejnil Katolický týdeník č. 16/2018, se Světové dny mládeže v roce 2022 v Praze konat nebudou, protože papež chce dát přednost jinému kontinentu. 